# 越前町立常磐小学校
越前町立常磐小学校（えちぜんちょうりつ ときわしょうがっこう）は、福井県丹生郡越前町にあった町立小学校。

## 沿革
- 1974年（昭和49年） - 校舎1建築[1]。
- 1976年（昭和51年） - 体育館建築[1]。
- 1983年（昭和58年） - 校舎2建築[1]。
- 1987年（昭和62年） - 屋外付帯施設（体育館）建築[1]。
- 2025年（令和7年）
  - 3月23日 - 閉校式挙行[2]。
  - 3月31日 - 朝日小学校に統合され、閉校[3][4]。

## 通学区域
- 朝日（14字～16字）、上川去（46字）、金谷、青野、頭谷、茱原、境野[5]

## 進学先中学校
- 越前町立朝日中学校

## 学校周辺
- 福井県道189号青野鯖江線

## 交通
- 福鉄バス福浦線「青野」バス停下車後、徒歩約570m・約9分。
- JR西日本・ハピラインふくい福井駅、福鉄電車田原町・赤十字前・浅水の各駅から、上述の福鉄バスに乗り換えて、「青野」バス停下車後、徒歩。